# الحدود التونسية الليبية

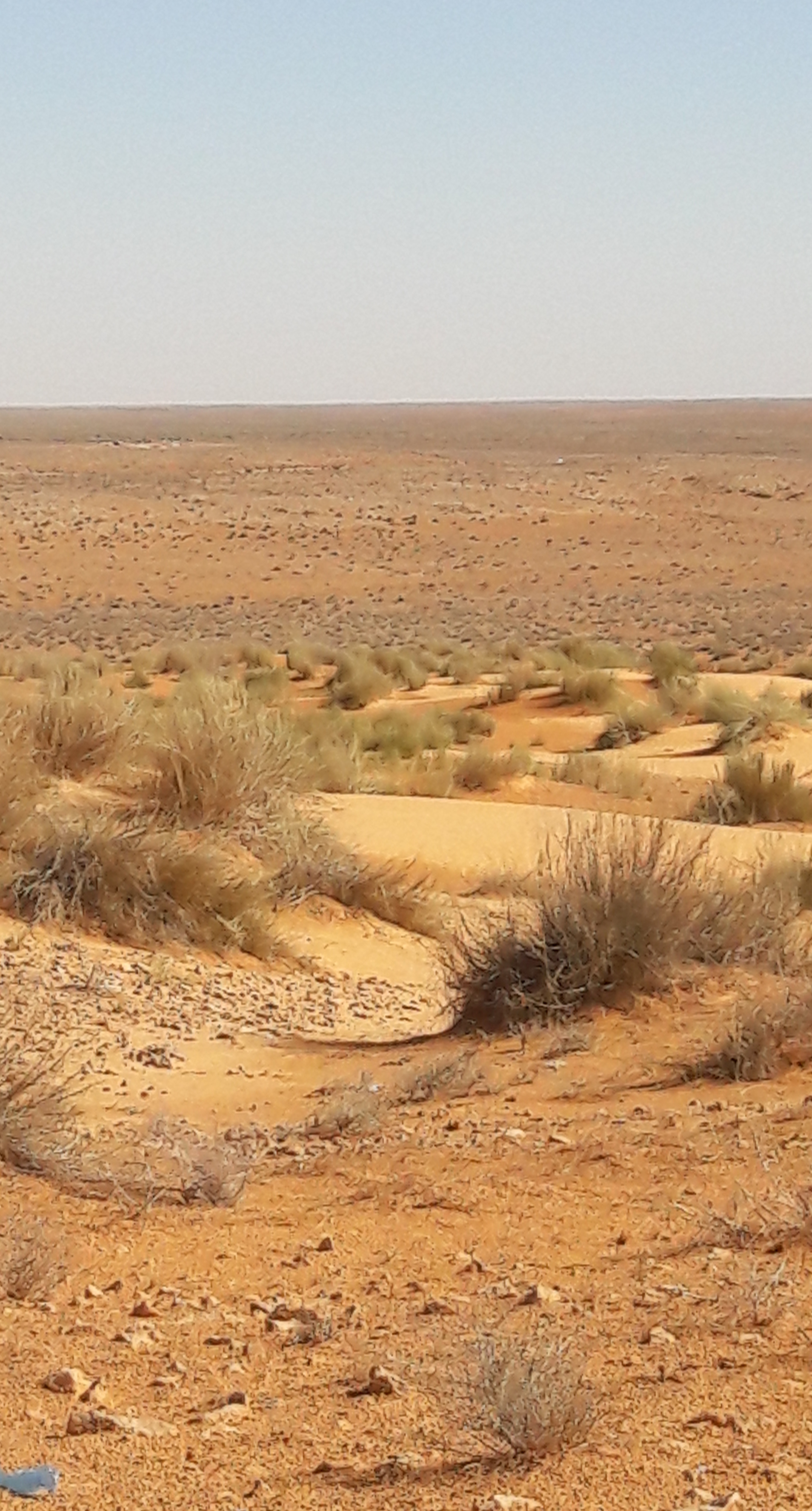

الحدود الونسية الليبية تُعتبر هي الحد الفاصل بين الجمهورية التونسية ودولة ليبيا حيث يتركّزُ الجيش الليبي في الحدود من جهة والجيش التونسي من الجهة الأخرى لمواجهة التهديدات الأمنيّة في ظلّ عدم الاستقرار في طرابلس وفي مدن ليبية أخرى فضلًا عن مكافحة التهريب والاتجار بالبشر وباقي «الاختراقات القانونيّة».

## الوصف
تبدأ الحدود من الشمال على ساحل البحر الأبيض المتوسط في رأس أغدير، وتتقدم براً جنوباً ثم جنوباً غرباً عبر سلسلة من الخطوط غير المنتظمة وصولاً إلى النقطة الثلاثية مع الجزائر.

## التاريخ
بالنسبة لمعظم القرن التاسع عشر، كانت كل من تونس والمناطق الساحلية لليبيا الحديثة جزءًا من الإمبراطورية العثمانية، على الرغم من تمتعها بدرجة كبيرة من الحكم الذاتي بحكم الأمر الواقع. احتلت فرنسا تونس في عام 1881 وأنشأت الحماية الفرنسية في تونس. أقامت فرنسا والعثمانيون حدودًا على الساحل بين تونس وطرابلس في عام 1886، ثم امتدت جنوبًا إلى جوار غدامسفي عام 1892. معاهدة 19 مايو 1910 حددت الحدود في مزيد من التفاصيل ثم تم ترسيم الحدود على الأرض بالأعمدة في 1910-1911.
في سبتمبر 1911، غزت إيطاليا طرابلس، ووقعت معاهدة أوشي في العام التالي، حيث تنازل العثمانيون رسميًا عن سيادتهم على المنطقة إلى إيطاليا. نظمت إيطاليا المناطق التي تم احتلالها حديثًا إلي مستعمرات برقة الإيطالية وطرابلس الإيطالية وبدأت بالتقدم تدريجيًا نحو الجنوب؛ في عام 1934 وحدوا المنطقتين تحت اسم ليبيا الإيطالية.
خلال حملة شمال أفريقيا في الحرب العالمية الثانية هُزمت إيطاليا واحتلت قوات الحلفاء مستعمراتها الأفريقية، وانقسمت ليبيا إلى مناطق احتلال بريطاني وفرنسي. حصلت ليبيا فيما بعد على الاستقلال الكامل في 2 ديسمبر 1951. منحت فرنسا تونس الاستقلال في عام 1956، وأصبحت الحدود بين دولتين ذات سيادة.
في عام 2011، تمت الإطاحة بالديكتاتور الليبي معمر القذافي في حرب أهلية قصيرة، امتدت من حين لآخر إلى الأراضي التونسية، كما أدت إلى عبور آلاف اللاجئين الحدود. لا تزال الحدود غير آمنة بسبب الحرب الأهلية المستمرة في ليبيا.
في مارس 2023 ، ندد الرئيس التونسي قيس سعيد بالحقل البحري الليبي. قيس سعيد يأسف لأن تونس لم تتلق سوى "فتات من البوري" ، في حين أن المشاركة العادلة في عائداتها يمكن أن "تلبي كل احتياجات تونس وأكثر". هذا ، بينما تم حسم الخلاف حول منطقة الحدود البحرية بين ليبيا وتونس لصالح ليبيا من قبل محكمة العدل الدولية عام 1982. وصدرت قرار في عام 1985 من قبل نفس الهيئة التنظيمية..

## أماكن

### ليبيا
- العسة
- وازن

### تونس
- علوة الجونة
- الذهيبة